# 腕足动物门
腕足动物门（學名：Brachiopoda）是动物界的一个门，屬於底栖、有一對硬壳的海生觸手冠動物。但與雙殼類軟體動物不同的是：其殼是上、下開合，而不是左、右開合。鉸位在後背部，而前方可開合作捕食或防御。牠們自寒武紀開始演化，在古生代時期最為繁盛，物種多樣性達到最高峰，大约发现了超过12000个化石种，但之後於古生代末期的二疊紀－三疊紀滅絕事件事件中大幅衰落，生態棲位被雙殼類動物所取代。现存的腕足动物只有300种左右，且多分布在高纬度的弱光冷水海域。

## 語源
腕足動物的學名brachiopod源於古希臘語，由「手臂」（βραχίων，brachion）與「足」（πούς，poús）兩部份組成。因為最早的學者誤以為其「腕」（brachion）為運動器官，相當於軟體動物的「足」（podos）。然而腕足動物的腕實際上起的是呼吸和攝食作用，與身體運動無關。

## 特征
介壳两枚，主成分為幾丁質、磷酸鈣或碳酸鈣等，殼體外形有圓形、長卵形、三角形、五角形、方形等，大小隨物種不同差異很大，大多數物種的殼長約為10至30毫米。兩瓣殼大小相等或不等，分別位於軀體的背、腹側，大者稱腹殼，由於殼後端有肉莖伸出的肉莖孔，故又稱莖殼；小者稱背殼，因腕附著其上，又稱腕殼。
兩殼鉸合部位於殼體後方，可張開方向則為前方，兩殼在殼後端均有向後方彎曲凸出的殼喙。有鉸類腕足動物的兩殼間有鉸齒和鉸槽，兩殼鉸合處為鉸合線，鉸合線與殼喙之間的三角形殼面稱為鉸合面，套膜葉在殼背方連接，使兩瓣殼不會錯位，依靠簡單的開合肌肉來使兩殼鉸合；而無鉸類的兩殼間沒有鉸齒和槽，套膜的兩葉分開，故必須依靠一套較為複雜的肌肉系統來令兩瓣殼保持對齊。有鉸類的兩瓣殼通常為凸形，表面帶有放射狀或/和同心狀的殼紋、殼線、殼褶等，有的具殼刺；無鉸類的外殼大多平坦而光滑，兩殼大小和形狀相似。外壳的形状和饰纹以及内部器官的构造是鉴定腕足動物纲、属、种的重要依据。 
身体柔软、左右对称；大多數物種透過體內延伸出的圓柱形肉莖挖掘洞穴或固著在海底等堅硬的表面上，有些種類如無鉸類的髑髏貝屬和有鉸類的Lacazella不具肉莖的構造；和苔蘚蟲及帚蟲一樣，腕足動物也有觸手冠，它們的觸手冠往往在殼內盤捲成U形、環狀或螺旋狀，称为“腕”（brachia），上生许多触手，腕足動物透過觸手上的纖毛擺動產生水流，使其能夠濾食水中的食物顆粒。一些有鉸腕足動物具有腕骨（brachidium）的結構，是支撐觸手冠的鈣質構造。消化道呈U字形弯曲，有鉸類和部分無鉸類缺少肛门；具有体腔和后肾。

## 分類

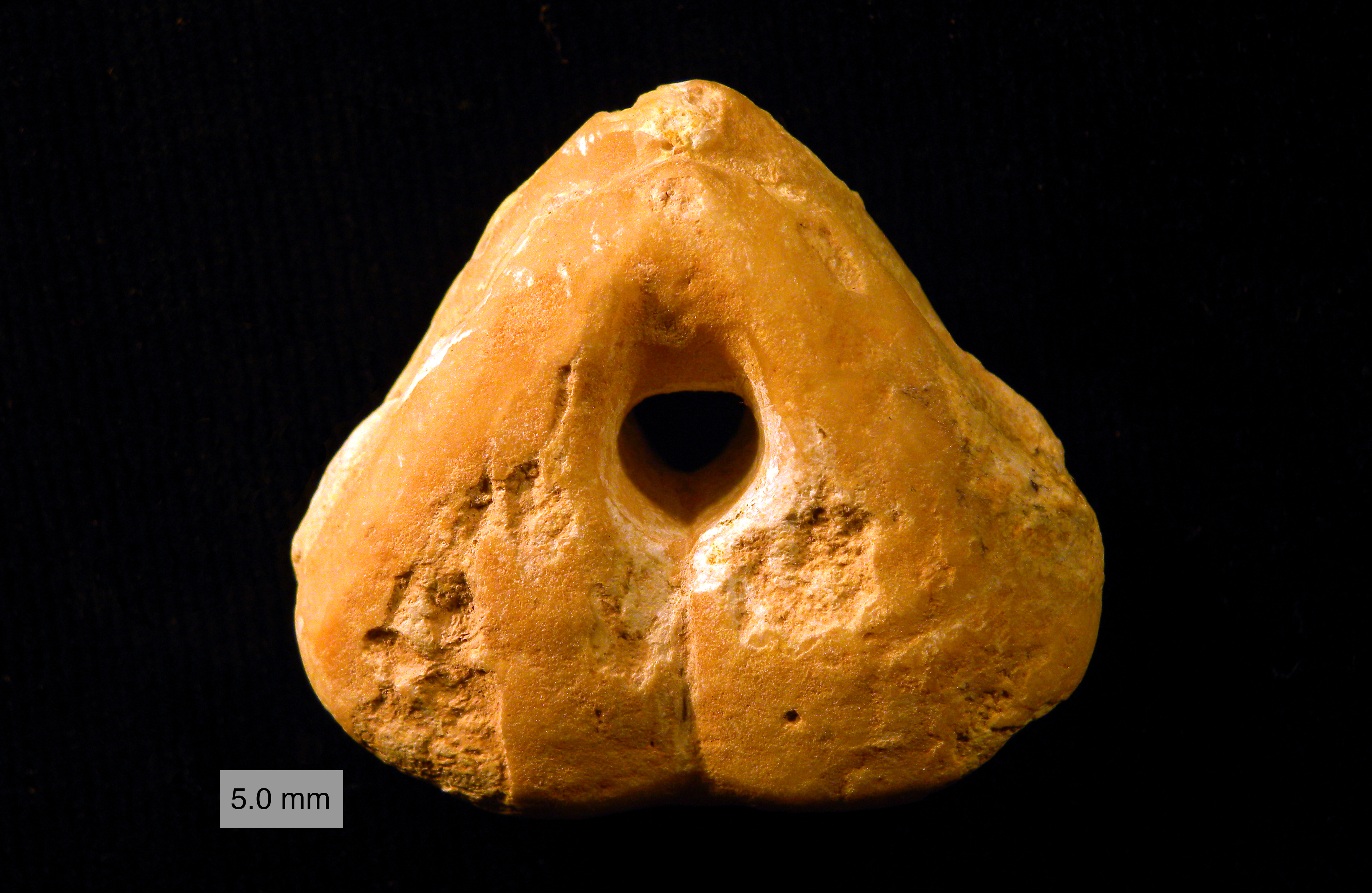
在西班牙穆爾西亞塞埃欣的早白堊世豪特里維期地層出土的Pygites diphyoides（d'Orbigny, 1849）化石。這件穿孔贝目化石的特色是其殼上位於中央的孔洞。

腕足动物的分類有其獨特的不同之處：腕足動物的現生物種與化石物種有着不同的特色。化石物種的外殼和觸手冠在形態上表現出高度的多樣性；而現生物種的外殼變化不大，反而其軟體部份各有不同特徵。因此，我們很難根據形態對腕足動物進行全面性的分類。此外，本門物種還經歷了顯著的趨同進化和逆轉演化（較新的類群失去了原先在過渡類群上出現的特徵，反而回復成原本只在較舊類群上才有的特徵）。因此，有些腕足動物分類學家認為現時的研究仍然未成熟到可以把目級以上的分類做出具體的定義，建議只適宜地透過自底向上的方法，先確定物種的種屬，然後再把他們分成組。然而，其他分類學家相信，腕足動物中某些形態特徵的模式已足夠穩定，可以依此作更高級別的分類，儘管不同學者可能對較高階元的分類各有不同的看法。
傳統上，腕足動物主要依照兩瓣殼間鉸齒和鉸槽的有無而分為兩個綱：有鉸綱（Articulata）和無鉸綱（Inarticulata）。現行較通用的分類法則還考慮了外殼成分、肉莖的有無以及其他形態學上的差異，將腕足動物門分為三個亞門。以下為現時較多人同意的分類法。

### 目
以下為腕足動物門以下的目：（已滅絕的分類單元以劍號(†)標記）
- 舌形貝型亞門（Linguliformea）
  - 舌形貝綱（Lingulata）
    - †頂孔貝目（Acrotretida，又名乳房贝目）
    - 舌形貝目（Linguilida）
    - †管洞貝目（Siphonotretida）

  - †神父貝綱（Paterinata）
    - †神父贝目（Paterinida）
- 髑髅贝型亚门（Craniiformea）
  - 髑髏貝綱（Craniata，又名顱形貝綱）
    - 髑髏貝目（Craniida，又名顱形貝目）
    - †擬髑髏貝目（Craniopsida，又名擬顱形貝目）
    - †三分貝目（Trimerellida）
- 小嘴貝型亞門（Rhynchonelliformea）
  - 小嘴貝綱（Rhynchonellata）
    - †原正形貝目（Protorthida）
    - †正形贝目（Orthida）
    - †五房贝目（Pentamerida）
    - †无洞贝目（Atrypida）
    - 小嘴贝目（Rhynchonellida）
    - †石燕贝目（Spiriferida）
    - †無窗貝目（Athyridida）
    - †準石燕貝目（Spiriferinida）
    - 穿孔贝目（Terebratulida）
    - 鞘殼貝目（Thecideida）

  - †扭月貝綱（Strophomenata）
    - †扭月贝目（Strophomenida）
    - †长身贝目（Productida）
    - †毕灵贝目（Billingsellida）
    - †直形貝目（Orthotetida）

  - †奇里貝綱（Chileata）
    - †奇里貝目（Chileida）
    - †目 Dictyonellida

  - †顧脫貝綱（Kutorginata）
    - †顧脫貝目（Kutorginida）

  - †小圓貨貝綱（Obolellata）
    - †小圆货贝目（Obolellida）
    - †目 Naukatida

## 演化史
腕足動物早在寒武紀初期便已出現，最先出現的是無鉸類的物種，有鉸類隨後不久也開始出現。在奧陶紀和志留紀時期，腕足動物適應了全球大多數的海洋環境，並且在淺海中數量特別多。腕足動物在古生代經歷了多次大規模的輻射演化，成為古生代海洋中種群最豐富的濾食性動物和造礁動物之一，已發現5000多個屬、超過12000個化石物種，是古生代地層中常見且重要的指準化石，某些地區的大片石灰岩地層和珊瑚礁沉積物便主要是由它們的貝殼所組成。
然而，经历了奥陶纪、泥盆纪和二叠纪三次大繁荣后，腕足动物的多样性在二疊紀—三疊紀滅絕事件中受到了毀滅性的打擊，種類和數量发生断崖式的暴跌，从此以后再也没能恢复多样性，其原先的生態位大多被受大滅絕影響程度較低的雙殼類軟體動物所取代，腕足動物則被擠壓到海洋生態系的邊緣地帶。如今，腕足動物門大約有330個已知的現生種，分屬於100多個屬，其中絕大多數為有鉸類（如穿孔貝目）。

## 延伸閱讀
- Moore, R.C.; Lalicker, C.G.; Fischer, A.G. . Mcgraw-Hill College. June 1952. ISBN 0-07-043020-9.

## 外部連結
- UC-Berkeley Museum of Paleontology （页面存档备份，存于）
- Palaeos Brachiopoda
- BrachNet （页面存档备份，存于）
- Information from the Kansas Geological Survey
- site of R.Filippi （页面存档备份，存于）
- Brachiopoda World Database （页面存档备份，存于）